# Mắm chua
Mắm chua là một loại mắm chế biến từ tép moi, tôm hoặc cá, qua các quá trình lên men, đặc biệt là lên men nhờ thính và ướp gia vị. Mắm chua có hương vị hài hòa hơn mắm tôm, và là một đặc sản của Việt Nam.

## Mắm chua từ tôm
Mắm chua làm từ moi (còn gọi là ruốc hay tép biển), hoặc tôm chủ yếu được chế biến ở vùng ven biển Thanh Hóa, Nghệ An, Bến Tre... Cần phân biệt loại mắm này với mắm tôm chua hay tôm chua của Huế.

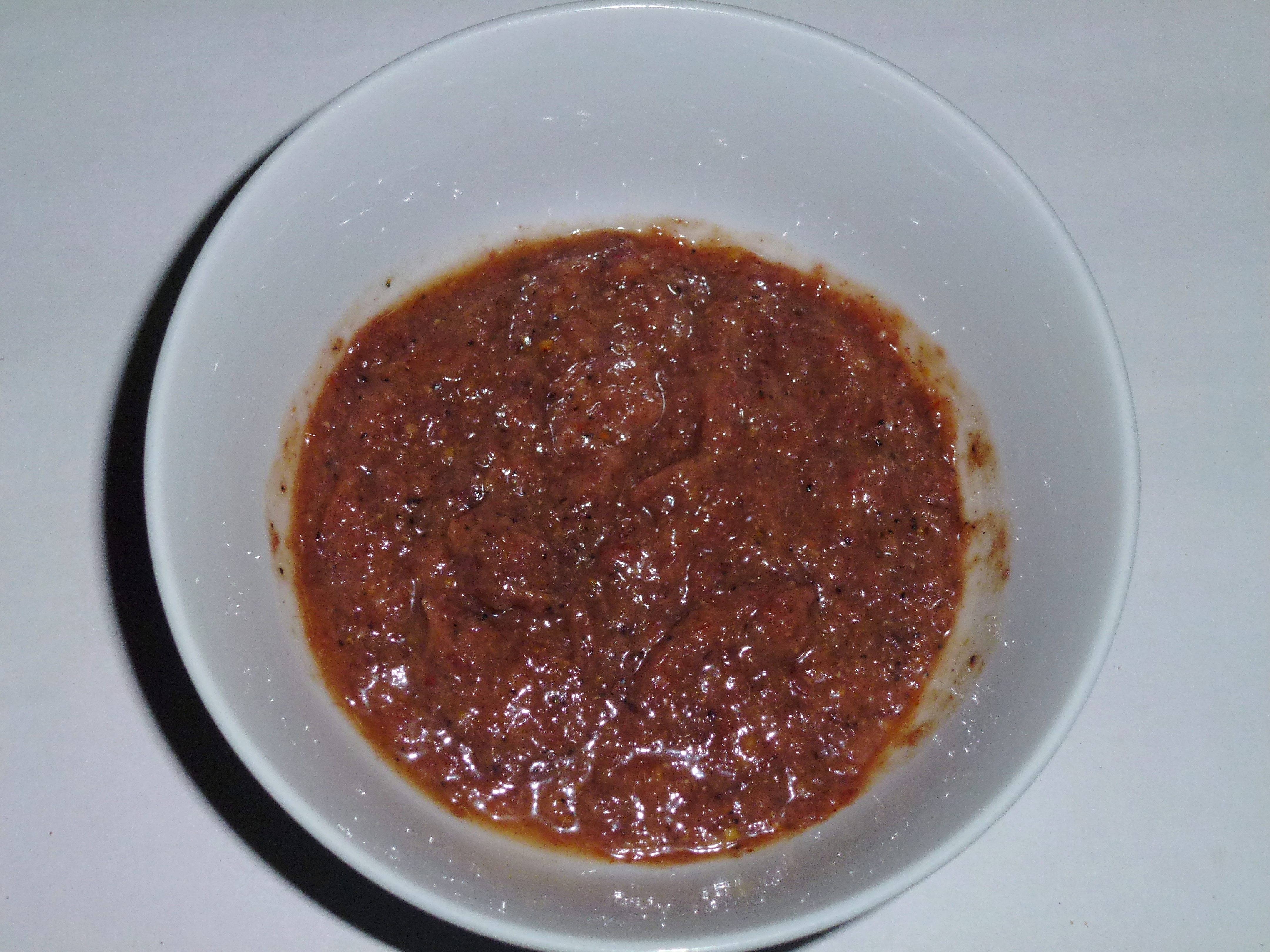
Mắm chua Thanh Hóa

### Nguyên liệu
- Nguyên liệu chính là con moi. Có hai loại moi là moi thịt và moi rạ[1].

Moi thịt: mùa vụ khai thác từ tháng 3 đến tháng 8 âm lịch. Sở dĩ gọi là moi thịt bởi thời gian này nước mát, mưa nguồn nhiều đem theo nhiều thức ăn ra biển cho tôm cá, vì vậy con moi trờ nên béo ngậy, nhiều thịt.
Moi rạ: mùa vụ khai thác từ tháng 9 đến tháng 10, thời tiết hanh, biển bắt đầu vào mặn, nguồn thức ăn trở nên nghèo nàn, con moi gầy và ít thịt, vỏ lại cứng nên gọi là moi rạ. Loại moi này làm mắm chất lượng kém hẳn moi thịt.
- Thính: Ở vùng Hậu Lộc (Thanh Hóa) thính được làm từ ngô hoặc vừng vàng. Thính ngô được làm cầu kỳ hơn. Trước khi làm thính, phải được chọn loại ngô hạt ngon, đãi sạch luộc kỹ, phơi khô, sau đó rang vàng rồi nghiền thành bột[1]. Ở Bến Tre, người ta dùng gạo nếp nấu lỏng đến chín nhừ cùng với riềng, tỏi, ớt xắt chỉ và đường, muối, rượu[2].

### Chế biến
Moi làm mắm chua phải được làm sạch, đánh nhuyễn, sau đó trộn đều với thính và muối theo tỉ lệ: 1 kg moi trộn 25% muối và 0,08 kg thính. Nếu dùng moi rạ thì hàm lượng muối ít hơn. Trộn xong đem phơi ngoài trời, mưa che nắng mở. Cách một ngày đảo lên một lần cho moi chín đều.
Dùng thính vừng vàng thì mắm có màu tươi sáng, bùi, ngậy, béo và thơm. Với loại thính ngô, mắm có màu vàng hồng, không xỉ, độ chua vừa phải.
Ở miền Nam, mắm chua chủ yếu làm từ tôm. Tôm tươi được cắt và rửa sạch, ngâm rượu mạnh để đạt độ chín sinh hóa rồi vớt ra để ráo. Sau đó trộn đều với thính và gia vị, cho vào, đậy chặt nắp cho sản phẩm lên men. Nếu thời tiết tốt thì khoảng 10 ngày tôm chín.
Mắm chua ngon nhưng lại rất cầu kỳ, không được để mắm trong nhà và đựng trong lan can nhựa hoặc bình thủy tinh vì rất dễ làm mắm chóng hoai và kém chất, thậm chí có thể làm mắm thối.

### Thưởng thức
Mắm chua có thể dùng để chấm nhiều món hơn mắm tôm do có hương vị hài hòa và dịu hơn. Mắm chua có màu tím hoa cà ngả sang sắc đỏ, vị đặc trưng của mắm tôm hòa cùng vị ngọt của ngũ cốc lên men và mùi thơm của gia vị.
Ngày tết của người dân một số vùng biển như Ngư Lộc (Hậu Lộc, Thanh Hóa) không thể thiếu được bát mắm chua bên cạnh thịt mỡ dưa hành. Nó làm mất đi cái ngan ngán của mỡ và làm tăng thêm vị ngon lạ trong các món ăn của ngày tết.

## Mắm chua từ cá

### Nguyên liệu
- Nguyên liệu chính là cá con, thường là cá lòng tong. Có thể thêm chút tép để mắm có màu trông đẹp mắt[3]. Cũng có thể dùng cá cơm (gọi là cá cơm chua) hoặc cá phèn (mắm chua cá phèn).[2]
- Thính được làm từ gạo rang hơi cháy đen đem giã nhỏ. Thính làm cho mắm thơm và màu đẹp[3].

### Chế biến
Cá con được lựa sạch rác, bóp bụng cho ra đất, dùng lá chuối khô vo cuộn lại thành cục, cầm xát mạnh vào trong thúng cá để cá tróc sạch vảy. Sau đó xáo rửa nước vài bận cho thật sạch.
Cho cá vào khạp hay lu nhỏ, nấu nước muối sôi để nguội chế vào lu, nước muối chỉ ngập bằng mặt cá, ngâm chừng một đêm để cá ngấm muối. Công đoạn kế tiếp người ta bỏ thính vào lu, dùng tay xốc trở đều cá.
Dùng lá chuối tươi đậy kín cá, dùng nẹp tre gài cho thật chặt để cá không bị nổi lên. Miệng lu thì dùng bịch ni lông cột thật chặt. Muối độ chừng 40-45 ngày là mắm chín dùng được.

### Thưởng thức
Khi ăn mắm chua cần thêm rau sống, rau thơm, chuối chát và khế chua xắt; đậu rồng ăn với mắm chua cũng rất hợp. Có thể thêm gia vị như ớt, tỏi, gừng, bột ngọt. Cũng có thể dầm vài con cá đồng nướng vào món mắm chua ăn rất ngon. Món mắm ăn với cơm hoặc với bánh tráng kèm theo thịt heo ba rọi luộc.